# Angelo Vescovali
Angelo Vescovali (Milano, 26 novembre 1826 – Roma, 20 febbraio 1895) è stato un ingegnere italiano.

## Biografia

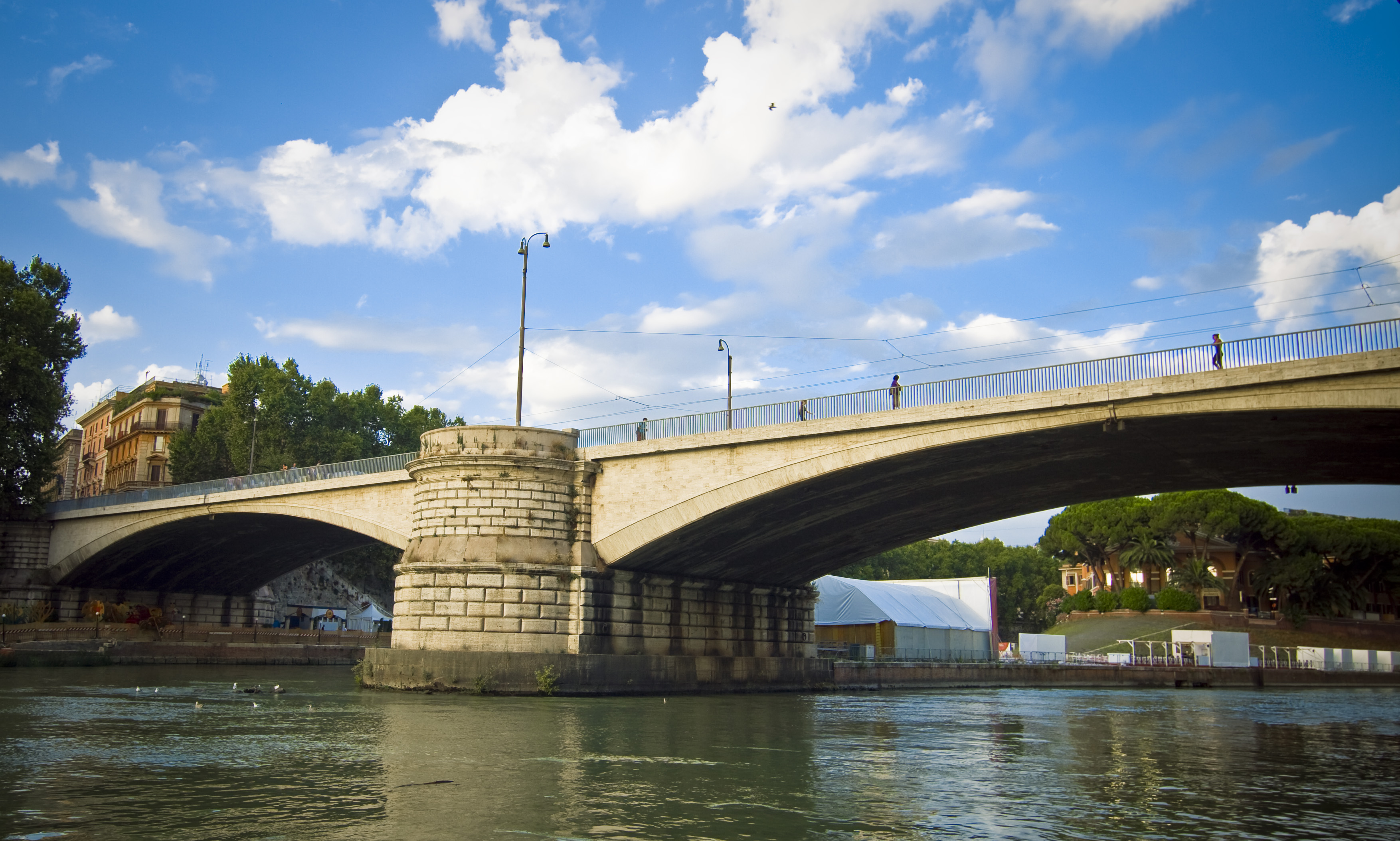
Ponte Garibaldi, progettato da Vescovali, fu costruito fra 1884 e 1888.

Nato a Milano, da giovane si trasferì a Roma e intraprese gli studi professionali. Nel 1848 si unì al corpo dei volontari romani nella prima guerra di indipendenza, distinguendosi nella difesa di Vicenza dagli austriaci. Nel 1849 si unì a Garibaldi nella difesa della Repubblica Romana. Dopo la sua caduta riprese gli studi. Gli venne quindi commissionata la costruzione della ferrovia Roma-Ancona, di cui divenne successivamente direttore generale.
Per un periodo ricoprì le cattedre di chimica e ingegneria idraulica presso l'Istituto di Studi Superiori di Firenze (nel 1923 trasformato nell'Università degli Studi).
Nel 1870, dopo la Breccia di Porta Pia, tornò a Roma e divenne Capo dell'Ufficio Idraulico Municipale, incarico che ricoprì fino alla morte. In quella veste progettò Ponte Garibaldi, Ponte Umberto I, Ponte Palatino, Ponte Regina Margherita e Ponte Cavour.